# Marco Di Cesare
Marco Genaro Di Cesare (* 30. Januar 2002 in Mendoza) ist ein argentinisch-italienischer Fußballspieler. Er steht bei Racing Club unter Vertrag und gewann 2024 die Copa Sudamericana. Zudem qualifizierte er sich mit der argentinischen U23 für die Olympischen Sommerspiele 2024.

## Karriere

### Verein
Von der U20 der Argentinos Juniors wechselte Di Cesare im Juli 2020 in deren zweite Mannschaft. Anfang 2021 folgte der Aufstieg in die erste Mannschaft. Bereits im Jahr 2020 debütierte er im Copa Maradona für das Team der Profis.
Im April 2021 kam er erstmals in der Copa Libertadores zum Einsatz. Am 19. Juli 2021 gab er sein Ligadebüt in der Liga Profesional de Fútbol.
Im Januar 2024 wechselte Di Cesare zu Racing Club, mit dem er in seiner ersten Saison die Copa Sudamericana gewann.

### Nationalmannschaft
Im Oktober 2023 wurde Di Cesare erstmals in die argentinische U23 berufen. In der Vorbereitung auf das Qualifikationsturnier für die Olympischen Spiele bestritt er vier Partien. Beim anschließenden Turnier wurde er ebenfalls in vier Spielen eingesetzt. Mit dem zweiten Platz in der Endrunde qualifizierte sich die argentinische U23 für die Olympischen Sommerspiele 2024.

## Erfolge
Racing Club
- Copa-Sudamericana-Sieger: 2024